# ワスマス (駆逐艦)
|          | |
| 艦歴     | |
| 発注     | |
| 起工     | 1919年8月12日                                                                                          |
| 進水     | 1920年9月15日                                                                                          |
| 就役     | 1921年12月16日 1930年3月11日                                                                           |
| 退役     | 1922年7月26日                                                                                          |
| 除籍     | 1943年9月3日                                                                                           |
| その後   | 1942年12月29日に沈没                                                                                   |
| 性能諸元 | |
| 排水量   | 1,215トン                                                                                              |
| 全長     | 314 ft 4.5 in (95.822 m)                                                                               |
| 全幅     | 30 ft 8.5 in (9.436 m)                                                                                 |
| 吃水     | 9 ft 4 in (2.84 m)                                                                                     |
| 機関     | 2缶 蒸気タービン2基 2軸推進、13,500shp                                                                 |
| 最大速   | 駆逐艦当時 35 ノット (65 km/h)                                                                         |
| 乗員     | 士官、兵員122名                                                                                        |
| 兵装     | 駆逐艦当時 4インチ砲4門、3インチ砲1門、21インチ魚雷発射管12門掃海駆逐艦当時 3インチ砲4門、機銃、掃海具 |

ワスマス (USS Wasmuth, DD-338/DMS-15) は、アメリカ海軍の駆逐艦、掃海駆逐艦。クレムソン級駆逐艦の1隻。艦名は、プロイセン王国からの移民でアメリカ海兵隊員となり、南北戦争で南軍の攻撃により戦死したヘンリー・ワスマスにちなむ。

## 艦歴

### 戦間期
ワスマスはメア・アイランド海軍造船所で1919年8月12日に起工し、1920年9月15日にメア・アイランド防衛隊司令R・H・デイヴィス海兵中佐の義理の娘であるガードルード・E・ベネット夫人によって進水、艦長W・P・ガディス中佐の指揮下1921年12月16日に就役する。なお、建造中の1920年7月17日にハルナンバーが制定され、DD-338 となった。
竣工後、ワスマスは1922年2月27日にメア・アイランドを出て整調航海を開始する。リッチモンドからサウサリートを経てメア・アイランドの間で航海を行ったあと3月14日に試験が終了し、航海で生じた不具合を洗い出すため入渠した。出渠後は5月1日にサンフランシスコを出港し、5月4日にサンペドロに到着して音響信号装置を取り付ける。間もなく戦艦に対する雷撃訓練に従事するため5月7日にサンペドロを出港し、サンディエゴに向かった。6月8日にサンペドロに戻ったあと、ワスマスは予備艦入りに向けた準備に入った。1922年7月26日、ワスマスは財政的な理由とワシントン海軍軍縮条約の影響によりサンディエゴで予備艦入りし、1920年代の残りの期間を予備艦として過ごすこととなった。8年後の1930年3月11日、ワスマスは艦長I・C・ソーウェル少佐の指揮下で再就役を果たし、以降の10年間はもっぱら訓練に明け暮れて戦術訓練や艦隊訓練に多く参加した。ワスマスは戦闘艦隊第2駆逐艦隊に加わり、西海岸やカリブ海で行動。1934年秋には短期間ながら第10予備部隊に編入される。
このころ、ファラガット級駆逐艦など新鋭の駆逐艦が整備されつつあり、第一次世界大戦中から大量に建造された従来の「平甲板」型駆逐艦は西海岸と東海岸の諸港に係留されたまま、淘汰されようとしていた。しかし、1930年代に入ってヨーロッパと極東の情勢が不穏になってくるに伴って海軍の規模が拡大されることとなり、特に航空戦と機雷戦に充当される艦船、例えば水上機母艦であるとか高速の掃海艇、機雷敷設艦が必要であると判断された。これに伴い、「平甲板」型駆逐艦のいくつかは他の艦種に転換されていった。ワスマスも1940年4月にハワイ水域で行動したあと、掃海駆逐艦に改装されることとなった。
ワスマスは1940年11月19日付で DMS-15 に再分類された。真珠湾の海軍工廠で改装工事を受け、掃海具と爆雷、4門の砲、50口径機銃を装備し、代わりにすべての魚雷発射管が撤去された。改装工事は1941年4月5日に終わり、ワスマスはパルミラ環礁へ向けて出港、4月19日まで停泊したのち真珠湾に戻った。真珠湾には6月10日まで停泊し、その後西海岸に向かう。7月上旬にハワイに戻り、1941年の秋からは極東情勢の緊迫化に伴って艦隊は集中的な訓練を繰り返し行い、ワスマスもハワイ周辺の警備と掃海訓練を続けた。

### 太平洋戦争
極東情勢の緊迫化は、1941年12月7日の真珠湾攻撃で新局面を迎えた。この日、ワスマスは真珠湾に第4機雷群の僚艦、トレヴァー (USS Trever, DMS-16) 、ゼイン (USS Zane, DMS-14) およびペリー (USS Perry, DMS-17) とともに、パールシティ沖のブイに係留されていた。攻撃時、ワスマスは艦長と副長が不在であったが、J・R・グレイ中尉が臨時に艦の指揮を執った。3分以内に50口径ブローニング機銃による「ブラック・ギャング」への迎撃態勢が整ったものの、錨地内においては、接近してくる航空機に対しては一番後ろの機銃のみが使用可能であった。
9時すぎ、九七式艦攻と九九式艦爆による四度目の攻撃が始まる。これらの航空機は西側から攻撃を仕掛けたが、掃海駆逐艦群から見ても良き目標であった。ワスマスの射手は航空機が射程内に入ると、この時までにすでに6,000発も消費していたにもかかわらず50口径機銃を撃ちに撃った。射手の一人、ジェームズ・P・ハンプン一等水兵はワイピオ半島近くに墜落した九九式艦爆を確実に撃墜したと認定され、その他にも別の航空機に命中弾を与えたと判定された。ゼインの艦長で機雷群の指揮を一時的に執っていたL・M・リハーディ少佐は艦を出動されせることを命じ、9時32分にまずトレヴァーが航行を開始する。5分後、ワスマスの副長L・W・リヴァトン大尉が艦に到着し、グレイ中尉から指揮を引き継ぐ。トレヴァー艦長D・W・アグニュー少佐は自分の艦に着くことができなかったが、ともかく報告を開始する。ワスマスは湾口に差し掛かって間もなく警戒を開始。すでに攻撃は終わっていたものの、艦の乗組員、海兵隊員および陸上部隊はすべて疑心暗鬼に陥っており、海上では後退してゆく日本艦隊を探し求めたり日本潜水艦に異常に警戒するようになった。10時23分と10時36分、ワスマスは敵潜水艦らしきものを探知して爆雷を1発ずつ投下したが油は流出せず残骸も出てこず、何の手がかりも得られなかった。午後に入り、ワスマスとゼインは湾内に引き返し、その後ワスマスは再び湾外に出るが、この時にワスマス艦長J・L・ウィルフォング少佐がようやく乗艦。トレヴァーのアグニュー艦長も16時35分には艦に乗ることができ、第4機雷群は哨戒を再開した。
ワスマスは1942年春までハワイとジョンストン島間で行動し、5月31日に4111船団を護衛して真珠湾を出港、6月10日にサンフランシスコに到着した。7月31日には2113船団を護衛してサンフランシスコを出港、真珠湾への到着は8月12日であった。2日後の8月14日にアリューシャン方面に向けて真珠湾を発つが、ワスマスにとってこれがハワイの見納めとなった。8月20日にコディアックに到着したワスマスは第8任務部隊の一艦として、人を寄せ付けない厳しい気候の中で重要艦船の護衛任務に就く。秋から冬にかけてはアラスカの港湾、ウイメンズ湾、ダッチハーバー、チェルノフスキー、ノームおよびマッシュ岬に寄港した。
ワスマスの艦歴は不意の出来事により突然終わった。1942年のクリスマスの2日後、ワスマスはアラスカの荒れ狂う海の中で輸送船団を護衛していた。2発の爆雷が荒れる海に落ち、ワスマスの艦尾近くで爆発した。艦尾は爆発で吹き飛び、それに加えて吹き荒れる強風のために艦は航行不能に陥る。給油艦ラマポ (USS Ramapo, AO-12) は悪天候の中ワスマスに接近し、3時間半かけてワスマスの乗組員134名と便乗者2名を収容。救助を完了してラマポはワスマスから離れ、ワスマスは2日後の12月29日にウニマク島スコッチ岬の南西35マイルの地点で沈没した。ワスマスは1943年9月3日に除籍された。
ワスマスは第二次世界大戦の功績、特に真珠湾攻撃時の戦功で1個の従軍星章を受章した。